# 谷柳
谷柳（学名：Salix taraikensis）为杨柳科柳属的植物。分布在俄罗斯、日本以及中国大陆的新疆、吉林、辽宁、黑龙江、内蒙古等地，生长于海拔200米至3,420米的地区，一般生于林内和山坡林缘，目前尚未由人工引种栽培。

## 异名
- Salix taraikensis Kimura var. oblanceolata C. Wang et C. F. Fang